# Muhàmmad Hàssan Akhund
Muhàmmad Hàssan Akhund (paixtu: محمد حسن اخوند, AFI: mʊˈhamad haˈsan ɑˈxund) (Pashmul, c. 1945 – c. 1950 o c. 1955 – c. 1958) és un polític i mul·là afganès, líder del moviment taliban i, des de 2021, primer ministre de l'Afganistan en funcions. També va exercir de viceprimer ministre i de ministre d'Afers Exteriors del primer govern taliban (1996–2001).

## Origen
Akhund és originari del sud de l'Afganistan. Segons dades Consell de Seguretat de les Nacions Unides, va néixer a Pashmul, que en el moment del seu naixement formava part del districte de Panjwayi (actualment, districte de Zhari), a la província de Kandahar del Regne de l'Afganistan. Pel que fa a la data del seu naixement, l'Organització de les Nacions Unides té dues estimacions: aproximadament el 1945–1950 i aproximadament el 1955–1958.
Va estudiar en diversos seminaris islàmics de l'Afganistan, però no en els del Pakistan. A diferència de molts altres líders taliban, no va participar en la Guerra afgano-soviètica.

## Carrera política
Akhund és un dels membres més antics dels taliban, i va ser un estret col·laborador de Mohammad Omar, el primer líder del moviment. Durant el primer govern dels talibans (1996–2001), va exercir com a ministre d'Afers Exteriors de l'Afganistan entre 1998 i el 27 d'octubre de 1999, i també en va ser el viceprimer ministre durant tot el govern. Com molts altres talibans d'alt rang, està subjecte a sancions de les Nacions Unides relacionades amb l'acollida de grups terroristes.
Durant la Insurrecció talibana (2001–2021) va ser, de manera intermitent, membre de la Quetta Shura. El 2013 va ser el cap de les comissions dels taliban i el cap de la comissió de reclutament.
L'agost de 2021 els talibans van iniciar una ofensiva general per aconseguir una victòria final a la guerra. Les tropes dels Estats Units es van retirar i els talibans van aconseguir el control de Kabul. El 15 d'agost, després de la presa de la capital, els talibans van ocupar el Palau Presidencial afganès després que el president en funcions, Ashraf Ghani, fugís del país.

### Primer ministre
Després del retorn dels talibans al poder el 2021, va ser nomenat primer ministre interí. El seu nomenament es va percebre com un acord entre les figures més dures i moderades del moviment i, d'aquesta forma, el 7 de setembre de 2021 va prendre possessió del càrrec. En 2023 Abdul Kabir va ocupar el càrrec provisionalment mentre Akhund es recuperava d'una malaltia.

## Influència
Akhund és l'autor de diverses obres sobre l'islam. Segons la BBC News, té més influència en la part religiosa dels talibans, en contraposició a la part militar. Un analista de l'Institut de Pau dels Estats Units va argumentar que més aviat es tractava d'una persona política.